# Saint-Bruno-de-Guigues
Saint-Bruno-de-Guigues es un municipio canadiense situado en la provincia de Quebec.

## Superficie
Saint-Bruno-de-Guigues tiene una superficie de 125,77 km².

## Demografía
En 2021, tenía 1185 habitantes, una densidad poblacional de 9,4 hab./km², y 604 viviendas.